# 学園町 (草加市)
学園町（がくえんちょう）は、埼玉県草加市の町名。現行行政地名は学園町のみ。丁番を持たない単独町名である。住居表示実施地区。郵便番号は340-0042。

## 地理
草加市中央部に位置する。西は花栗、南は草加、栄町、北は松原 に隣接する。町域の北側および東側の境界線付近を伝右川が流れる。
町内全域が獨協大学キャンパスで占められており、住居および住民は存在しない。また、街区符号・住居番号は「1-1」しか存在しない。
花栗町と栄町の2つの町にまたがって建設された大学は、「大学が栄えるように」との縁起を担ぎ、第2次住居表示を実施して1970年（昭和45年）4月1日に所在地を栄町とした。その後、市町村改編などにより複雑化した住居表示を見直す審議委員会が開かれ、校地も評議の対象となった。議論の末、当時審議委員会副委員長を務めていた新井義春元草加市議会議員の提案によって「学園町」が新たな所在地として採用され、1987年（昭和62年）4月1日、第4次住居表示実施により成立した。

## 歴史
- 1964年（昭和39年） - 獨協大学が栄町と花栗町の一部を大学の敷地とし開校。
- 1987年（昭和62年）4月1日 - 第4次住居表示が実施され[4]、栄町と花栗町の一部から学園町が成立する[5]。また、花栗町の一部が花栗一丁目〜四丁目の一部となる[5]。これにより栄町と花栗町は消滅する[5]。

## 小・中学校の学区
市立小・中学校に通う場合、学区は以下の通りとなる。
| 番地 | 小学校               | 中学校             |
| ---- | -------------------- | ------------------ |
| 全域 | 草加市立花栗南小学校 | 草加市立花栗中学校 |

## 交通

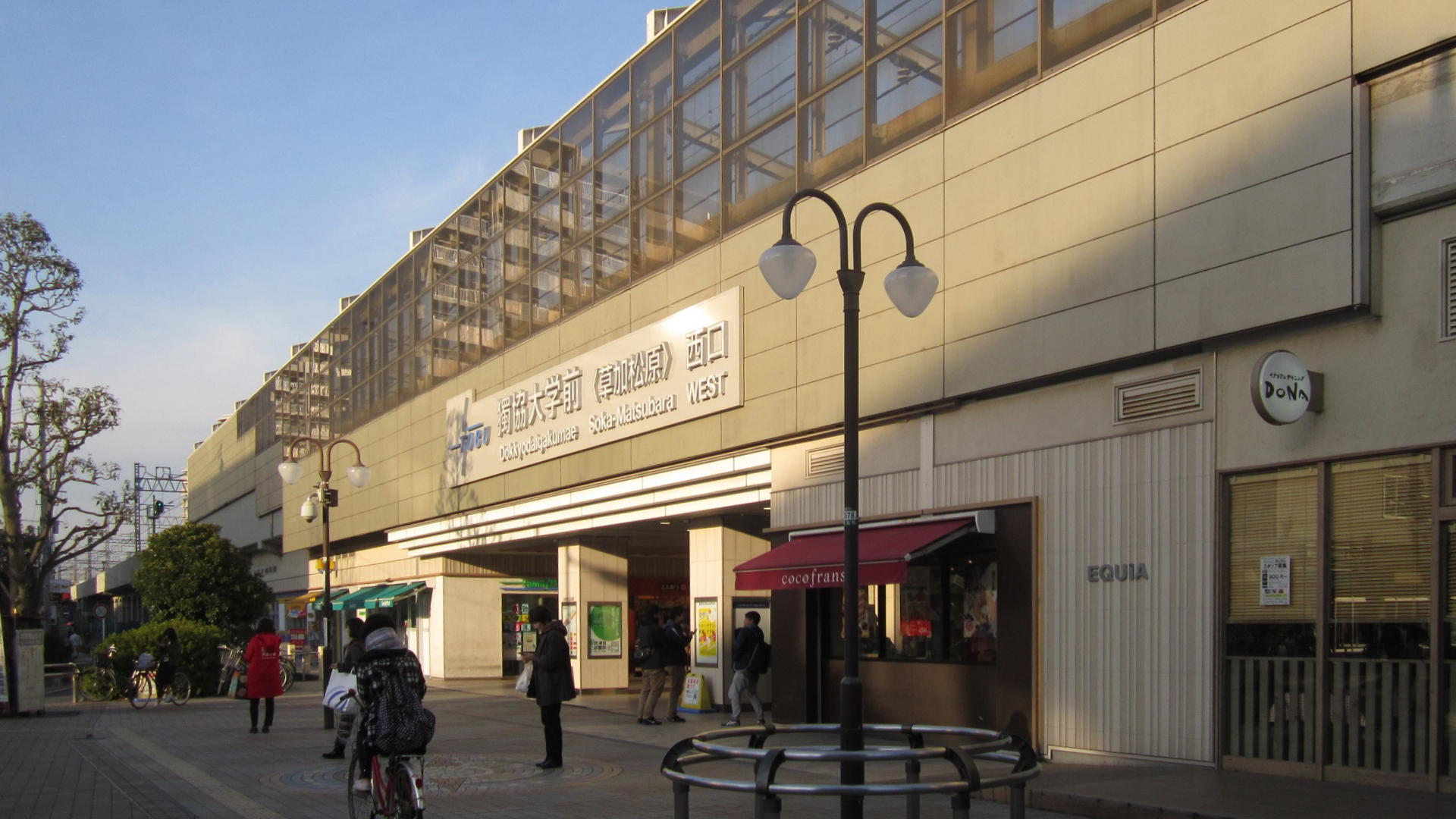
獨協大学前駅西口（2017年12月）

### 鉄道
町内に鉄道は敷設されていない。東武伊勢崎線（東武スカイツリーライン）獨協大学前駅が最寄駅となる。

### 道路
町内に国道、および主要地方道・一般県道は通っていない。
- 獨協大学通り
- 花栗通り

## 施設
- 獨協大学